# Colegiul Național de Informatică „Grigore Moisil” din Brașov

CNI Grigore Moisil Brasov

Colegiul Național de Informatică „Grigore Moisil” este un liceu teoretic, cu profil real (matematică-informatică), din Brașov, care poartă numele academicianului Grigore Moisil, fondatorul informaticii în România.

## Istoric

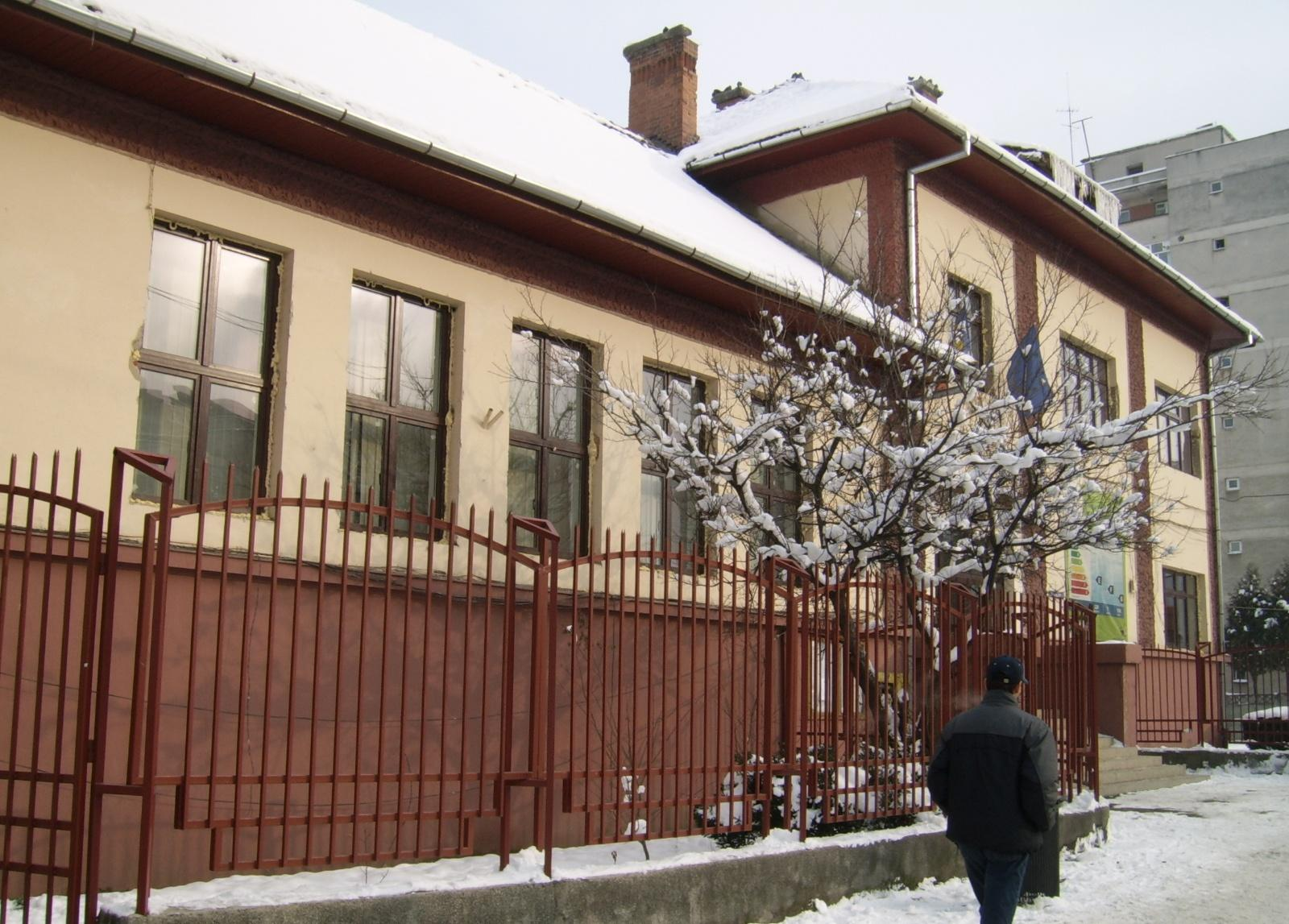
Primul corp din 1938

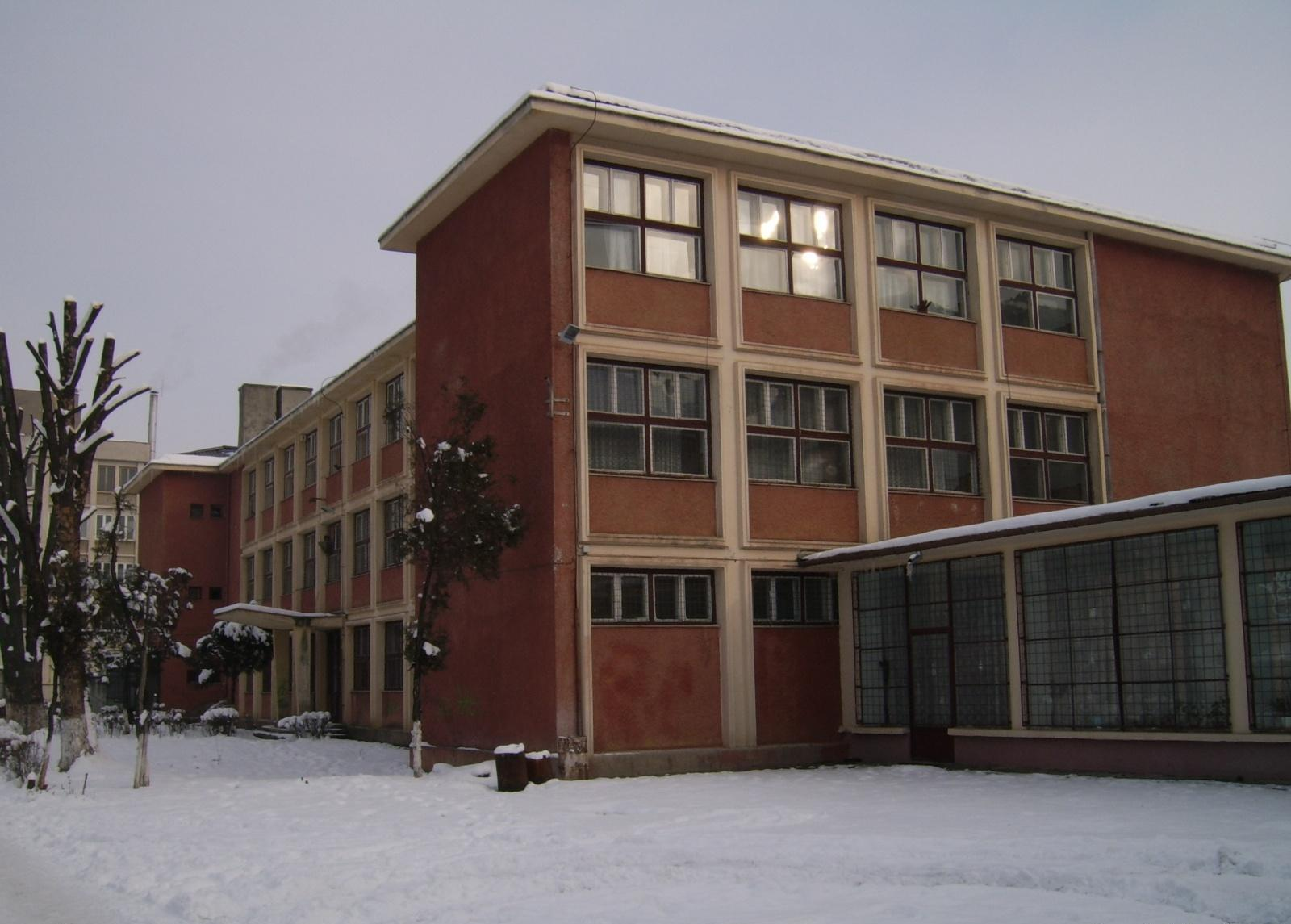
Corpul nou din 1960

Acestă instituție de învățământ are o vechime de 82 de ani.

### 1938-1960
Istoria a început în anul 1938, când s-a ridicat primul corp de clădire, ce a găzduit, pe rând, școlile primare 3 și 11, apoi școlile medii 2,6 și 4. 

### 1960-1972
În 1960, s-a construit al doilea corp de cladire, iar denumirea devine "Liceul de Cultură Generală nr. 4".

### 1972-2002
În 1972 s-a introdus un nou profil, de ultimă oră în acea perioadă, iar denumirea să se schimbe în "Liceul pentru Prelucrarea Automată a Datelor". Din 1973, instituția s-a numit "Liceul de Informatică". Deși s-a păstrat profilul principal - informatica - și cel de electronică pentru tehnică de calcul, școala și-a schimba denumirea, în 1977, în "Liceul de Matematică - Fizică nr. 1". Din 1990 până în 2002, a adoptat și păstrat titulatura "Liceul de Informatică".

### Prezent
În anul 2002, instituția devine colegiu național, respectiv, "Colegiul Național de Informatică Grigore Moisil".

## Clase
Din anul 1990, colegiul a avut, pentru fiecare an, câte 5 clase de profil real - informatică intensiv, și una de engleză intensiv.
În total, sunt 24 de clase (20 informatică + 4 engleză).
La admitere, cei 168 de elevi sunt repartizați în mod egal și aleatoriu, cu excepția celor care optează pentru clasa de engleză.
În total, 672 de elevi participă la ore.
Liceul are numai program de zi.

## Absolvenți celebri
Cei mai cunoscuți absolvenți sunt:
- Dumitru Prunariu (n. 1952) - primul cosmonaut român; actualmente, general maior cu 2 stele în rezervă
- Ioan Ghișe (n. 1956) - politician român, primar al Brașovului (1996-2004), actual senator PNL
- Victor Socaciu (n. 1953) - cântăreț român de muzică folk; membru al juriului Cerbului de Aur
- Dan Bălteanu (n. 1943) - academician, directorul Institutului Român de Geografie
- Daniel Capatos (n. 1973) - jurnalist
- Mihai Dobrovolski (n. 1974) - prezentator FM, fondator Radio Guerilla
- Raluca Arvat (n. 1975) - jurnalist, prezentatoare știri sportive la Pro TV
- Dan Popescu (n. 1982) - producator, realizator TV, cantaret.
- Ion Stanciu (n.1950 – d. 2013) - poet, membru al Uniunii Scriitorilor.